# División de Honor de fútbol sala 1996-97
La temporada 1996-97 de División de Honor fue la 8.ª edición de la máxima competición de la Liga Nacional de Fútbol Sala española. Se disputó entre el 14 de septiembre de 1996 y el 21 de junio de 1997. Debido a la desaparición del Papeles Beltrán Alcantarilla y el Marsanz Torrejón, el campeonato se redujo a 16 equipos y se estableció una única plaza de descenso a División de Plata. 
El campeón fue CLM Talavera, que batió en la final al Playas de Castellón en tres partidos.

## Campeonato

### Liga regular
| Puesto | Equipo                   | Ptos | J  | G  | E | P  | GF  | GC  | DG  | Nota                         |
| ------ | ------------------------ | ---- | -- | -- | - | -- | --- | --- | --- | ---------------------------- |
| 1      | Playas de Castellón      | 75   | 30 | 24 | 3 | 3  | 152 | 73  | +79 | Fase final                   |
| 2      | CLM Talavera             | 65   | 30 | 21 | 2 | 7  | 151 | 96  | +55 | Fase final                   |
| 3      | Maspalomas Sol de Europa | 60   | 30 | 18 | 6 | 6  | 145 | 93  | +52 | Fase final                   |
| 4      | ElPozo Murcia            | 60   | 30 | 19 | 3 | 8  | 150 | 109 | +41 | Fase final                   |
| 5      | Industrias García        | 52   | 30 | 15 | 7 | 8  | 158 | 131 | +27 | Fase final                   |
| 6      | FC Barcelona             | 49   | 30 | 15 | 4 | 11 | 120 | 125 | -5  | Fase final                   |
| 7      | Boomerang Interviú       | 46   | 30 | 14 | 4 | 12 | 115 | 109 | +6  | Fase final                   |
| 8      | Ourense FS               | 46   | 30 | 14 | 4 | 12 | 103 | 113 | -10 | Fase final                   |
| 9      | Caja Segovia FS          | 36   | 30 | 11 | 3 | 16 | 117 | 128 | -11 |                              |
| 10     | Caja San Fernando Jerez  | 34   | 30 | 9  | 7 | 14 | 92  | 96  | -4  |                              |
| 11     | Astorga FS               | 33   | 30 | 10 | 3 | 17 | 128 | 147 | -19 |                              |
| 12     | Yumas Valencia           | 29   | 30 | 8  | 5 | 17 | 115 | 146 | -31 |                              |
| 13     | Zaragoza FS              | 29   | 30 | 8  | 5 | 17 | 89  | 137 | -48 |                              |
| 14     | Rías Baixas FS           | 24   | 30 | 6  | 6 | 18 | 59  | 102 | -43 |                              |
| 15     | Sol Fuerza Salamanca     | 23   | 30 | 6  | 5 | 19 | 124 | 162 | -38 |                              |
| 16     | Universidad Europea CEES | 22   | 30 | 5  | 7 | 18 | 103 | 154 | -51 | Descenso a División de Plata |

Ascienden a División de Honor 1997/98: Alvic Jaén FS, Seat Martorell FS y Fiat Carnicer Torrejón.
Sistema de puntuación: Victoria = 3 puntos; Empate (E) = 1 punto; Derrota = 0 puntos

### Fase final
|  | Cuartos de final           | Cuartos de final    |                            |                       | Semifinales         | Semifinales         |  |                       | Final               | Final               |  |
|  | Mejor de 3 partidos        | Mejor de 3 partidos |                            |                       | Mejor de 3 partidos | Mejor de 3 partidos |  |                       | Mejor de 5 partidos | Mejor de 5 partidos |  |
|  |                            |                     |                            |                       |                     |                     |  |                       |                     |                     |  |
|  |                            |                     |                            |                       |                     |                     |  |                       |                     |                     |  |
|  | 1 Playas de Castellón      | 2                   |                            |                       |                     |                     |  |                       |                     |                     |  |
|  | 1 Playas de Castellón      | 2                   |                            |                       |                     |                     |  |                       |                     |                     |  |
|  | 8 Ourense FS               | 0                   |                            |                       |                     |                     |  |                       |                     |                     |  |
|  | 8 Ourense FS               | 0                   |                            | 1 Playas de Castellón | 2                   |                     |  |                       |                     |                     |  |
|  |                            |                     |                            | 1 Playas de Castellón | 2                   |                     |  |                       |                     |                     |  |
|  |                            |                     | 4 ElPozo Murcia            | 0                     |                     |                     |  |                       |                     |                     |  |
|  | 4 ElPozo Murcia            | 2                   | 4 ElPozo Murcia            | 0                     |                     |                     |  |                       |                     |                     |  |
|  | 4 ElPozo Murcia            | 2                   |                            |                       |                     |                     |  |                       |                     |                     |  |
|  | 5 Industrias García        | 1                   |                            |                       |                     |                     |  |                       |                     |                     |  |
|  | 5 Industrias García        | 1                   |                            |                       |                     |                     |  | 1 Playas de Castellón | 0                   |                     |  |
|  |                            |                     |                            |                       |                     |                     |  | 1 Playas de Castellón | 0                   |                     |  |
|  |                            |                     | 2 CLM Talavera             | 3                     |                     |                     |  |                       |                     |                     |  |
|  | 2 CLM Talavera             | 2                   | 2 CLM Talavera             | 3                     |                     |                     |  |                       |                     |                     |  |
|  | 2 CLM Talavera             | 2                   |                            |                       |                     |                     |  |                       |                     |                     |  |
|  | 7 Boomerang Interviú       | 1                   |                            |                       |                     |                     |  |                       |                     |                     |  |
|  | 7 Boomerang Interviú       | 1                   |                            | 2 CLM Talavera        | 2                   |                     |  |                       |                     |                     |  |
|  |                            |                     |                            | 2 CLM Talavera        | 2                   |                     |  |                       |                     |                     |  |
|  |                            |                     | 3 Maspalomas Sol de Europa | 0                     |                     |                     |  |                       |                     |                     |  |
|  | 3 Maspalomas Sol de Europa | 2                   | 3 Maspalomas Sol de Europa | 0                     |                     |                     |  |                       |                     |                     |  |
|  | 3 Maspalomas Sol de Europa | 2                   |                            |                       |                     |                     |  |                       |                     |                     |  |
|  | 6 FC Barcelona             | 1                   |                            |                       |                     |                     |  |                       |                     |                     |  |
|  | 6 FC Barcelona             | 1                   |                            |                       |                     |                     |  |                       |                     |                     |  |
|  |                            |                     |                            |                       |                     |                     |  |                       |                     |                     |  |

| Campeón de la Liga Nacional de Fútbol Sala |
| ------------------------------------------ |
| CLM Talavera Segundo título                |